# ريفال كادو
ريفال كادو (بالفرنسية: Rival Cadeau) (مواليد 13 مايو 1964) هو ملاكم سيشلي، مثّل بلاده في الألعاب الأولمبية الصيفية في دورتي 1992 و1996.

## روابط خارجية
ريفال كادو على موقع بوكس ريك (الإنجليزية) (registration required)
- ريفال كادو على موقع اللجنة الأولمبية الدولية (الإنجليزية)
- ريفال كادو على موقع أوليمبيديا (الإنجليزية)
- ريفال كادو على موقع اتحاد ألعاب الكومنولث (مؤرشف) (الإنجليزية)